# Manyaran (Semarang Barat)
Manyaran is een bestuurslaag in het regentschap Semarang van de provincie Midden-Java, Indonesië. Manyaran telt 15.123 inwoners (volkstelling 2010).